# Josef Doležal
Josef Doležal (12. december 1920 i Příbram, død 28. januar 1999 i Prag) var en tjekkoslovakisk kapgænger, der repræsenterede Tjekkoslovakiet i tre olympiske lege i midten af 1900-tallet.

## Idrætskarriere
Doležal blev diskvalificeret ved EM i 1946 i 50 km og sluttede derpå på fjerdepladsen ved EM i 1950. Han repræsenterede Tjekkoslovakiet ved OL 1952, hvor han stillede op i både 50 og 10 km. I 50 km blev han nummer to efter den italienske vinder, Pino Dordoni, der var mere end to minutter hurtigere, mens ungarske Antal Róka på tredjepladsen var et minut efter Doležal. Han kvalificerede sig også til finalen på 10 km, men valgte ikke at stille op her.
Ved EM i 1954 vandt han guld i 10 km og sølv i 50 km. Ved OL 1956 i Melbourne blev han diskvalificeret i 10 km og måtte udgå i 50 km. Han deltog desuden i OL 1960 i Rom, hvor han blev nummer 17 i 50 km.
Doležal satte verdensrekorder flere verdensrekorder gennem sin karriere. I 1946 gik han 50 km i tiden på 4.23.40 timer, hvilket han i 1952 forbedrede til og 4.23.14 timer, mens han i 1954 præsterede en tid på 4.16.06 timer - alle disse tre resultater var verdensrekorder. Derudover gik han 20 km i 1955 på 1.31.21 timer og i 1956 på 1.30.00 timer, også begge verdensrekorder.